# Der Schwarze Schmetterling
Der Liederzyklus des Schwarzen Schmetterlings (auch einfach Schmetterlings-Zyklus genannt) ist der erste von bislang vier Liederzyklen der Band ASP. Er umfasst die ersten fünf Alben der Band, Hast du mich vermisst? (Teil 1), :Duett (Teil 2), Weltunter (Teil 3), Aus der Tiefe (Teil 4) und Requiembryo (Teil 5). Zusätzlich zu den Stücken dieser fünf Alben werden die Lieder Wolfsspuren von der EP Nie Mehr! – Die Verschollenen Archive 1 und der (womöglich düsterste) Song der Band So viel tiefer von der Doppel-CD Horror Vacui – The eeriest tales of ASP so far zu den den Zyklus umfassenden „Tales“ gezählt.

## Handlung
Die Geschichte des Schmetterlings-Zyklus handelt von einer Person, die mit mehreren inneren 'Stimmen' zu kämpfen hat. Dabei wird die eigentliche Persönlichkeit der Person, Asp, oftmals als die „helle“, gute Seite beschrieben, die gegen die andere Persönlichkeit, den Schwarzen Schmetterling, der das Böse im Menschen darstellt, ankämpfen muss. Dabei wird in den Liedern jedoch auch oft erwähnt, wie sehr diese beiden Seiten miteinander verknüpft sind. Eine psychische Erkrankung des Protagonisten ist zwar eine Interpretationsmöglichkeit, jedoch werden dem Hörer diverse weitere Interpretationsansätze geboten. Nach mehrfachem Bekunden des Sängers Asp gibt es DIE richtige Interpretation nicht.
Handlungsort ist der so genannte, im fiktiven Land Weltunter gelegene, Dunkle Turm, der besonders in dem Album Aus der Tiefe beschrieben wird. Dabei handelt es sich vermutlich um eine metaphorische Darstellung der Seele des Protagonisten. Er wird als dunkler, einem Labyrinth ähnlichen Ort beschrieben.
Der Dunkle Turm wird erstmals auf dem dritten Album, Weltunter, erwähnt, was unter anderem aus der erstmaligen Zusammenarbeit mit Ingo Römling herrührt, der ab diesem Album das Artwork übernahm. Die Handlung findet schließlich ihren Höhepunkt in dem 27 Minuten langen Requiem von dem Album Requiembryo.

## Hintergrund

### Musikalische Entwicklung
Während es auf den ersten Alben noch starke elektronische Elemente gab, rückten diese in den späteren Alben vermehrt in den Hintergrund und klassische Rock- und auch Folk-Elemente traten in den Vordergrund. Außerdem wurden auf den ersten Alben mehr englische Texte verwendet. So sind auf dem ersten Album etwa zwei Drittel der Texte in englischer Sprache, wohingegen auf dem fünften Album bis auf drei Songs ausschließlich deutsche Texte verwendet wurden.
Ab dem vierten Album werden außerdem hörspielähnliche Interludes verwendet.

### Zitate
Innerhalb des Liederzyklus werden oftmals einigen Textstellen in späteren Songs wiederaufgegriffen und zitiert. So zum Beispiel die Textzeile Hast du mich vermisst, die erstmals im Song Die kleine Ballade vom schwarzen Schmetterling erwähnt wird (es ist auch der Titel des ersten Albums). Diese Textstelle wird unter anderem im Song How far would you go zitiert, hier allerdings in englischer Sprache ('Have you been missing me?').
Auch werden einige musikalische Zitate verwendet. Das Thema aus dem Song Lykanthropie wird dabei besonders häufig verwendet, zum Beispiel in dem Song Das Erwachen oder in dem Interlude Pavor Diurnus (Fremde Träume I). Außerdem gibt es auf jedem Album, außer dem dritten, einen Song, der sehr viele Elemente aus anderen Songs enthält.

### Artwork
Ab dem dritten Album ist das Artwork ein wesentlicher Bestandteil des Konzepts. Es stammt von dem Illustrator Ingo Römling alias Monozelle, der außerdem auch einige Remixe beigesteuert hat. Ähnlich wie in Musik und Text gibt es auch bei den Artworks Motive, die mehrfach wieder aufgegriffen werden, so zum Beispiel das so genannte Portal der Augen, das erstmals im Artwork zu Weltunter gezeigt wird. Dort wird es noch geschlossen dargestellt, später wird es im Artwork zu Requiembryo geöffnet dargestellt.
Etwas Besonderes ist die Schrift im Booklet von Aus der Tiefe, die in einer speziell für dieses Artwork von Römling erstellten Schriftart namens Spiegelauge (in Anlehnung auf den Song Spiegelaugen) verfasst wurde.

### Deutung
Die Band äußert sich zumeist nicht über die Deutung des Zyklus, sie soll vor allem dem Hörer überlassen werden. Allerdings gibt es einige Ausnahmen, so werden im Buch Horror Vacui auch einige Fragen zur Deutung beantwortet. Viele Lieder bieten dem Hörer jedoch noch einige weitere Deutungsmöglichkeiten, die nichts mit dem Schwarzen Schmetterling oder dem Dunklen Turm zu tun haben müssen. Lieder wie Ich will brennen, Werben, Und wir tanzten – Ungeschickte Liebesbriefe oder Ich bin ein wahrer Satan u. a. können auch auf gänzlich anderer Interpretationsebene betrachtet werden.

### Trivia
Der Liederzyklus beginnt auf dem ersten Album Hast du mich vermisst? in dem Lied Schwarzer Schmetterling mit der Textzeile: „Alles schwarz, ich kann nicht sehen“ und endet auf dem letzten Album in dem Lied Offährte (Reprise) mit der selbigen.

## Veröffentlichungen
Hinweis: Dieser Abschnitt befasst sich nur mit den Veröffentlichungen die im direkten Zusammenhang mit dem Zyklus stehen. Für alle Veröffentlichungen der Band, siehe ASP (Band)#Diskografie.

### Alben
- 2000: Hast Du mich vermisst? (Der Schwarze Schmetterling I) (2004 als Re-Release-Box erschienen)
- 2001: Duett (Der Schwarze Schmetterling II) (2004 als Re-Release-Box erschienen)
- 2003: Weltunter (Der Schwarze Schmetterling III) (2004 als Re-Release-Box erschienen)
- 2005: Aus der Tiefe (Der Schwarze Schmetterling IV)
- 2007: Requiembryo (Der Schwarze Schmetterling V)

### EPs
- 2005: Hunger (nur auf der Hunger-Tour 2005 erhältliche EP)

### Singles
- 2003: Weltunter (Komm zu mir)
- 2003: Stille der Nacht (Ein Weihnachtsmärchen)
- 2004: Ich will brennen
- 2004: Where Do the Gods Go (Promo-CD)
- 2005: Schwarzes Blut (nur an DJs versandte Promo-Single und später in der Vinyl-Edition von Werben)
- 2006: Werben (als Vinyl-Luxus-Royal-Edition und als 3-Track Single)
- 2006: Ich bin ein wahrer Satan (Teil 1–4)
- 2006: Ich bin ein wahrer Satan (Special DJ Promo)
- 2007: Duett (Das Minnelied der Incubi) (Special DJ Single)

### Weitere Veröffentlichungen
- Die beiden Songs Wolfsspuren (von der Nie Mehr!-EP) und So viel Tiefer (vom Best-of-Album Horror Vacui) kann man noch zusätzlich zum Zyklus zählen.
- Das Horror Vacui-Buch enthält alle Texte der Band und einige Hintergrundinformationen.
- 2011 erschien der komplette Zyklus als 10-CD-Sammlung (Die 5 Alben & einige der Singles)